# Lunamatrona
Lunamatrona é uma comuna italiana da região da Sardenha, na província da Sardenha do Sul, com cerca de 1.821 (Istat 2003) habitantes. Estende-se por uma área de 20 km², tendo uma densidade populacional de 93 hab/km². Faz fronteira com Collinas, Pauli Arbarei, Sanluri, Siddi, Villamar, Villanovaforru.

## Demografia
| Variação demográfica do município entre 1861 e 2011                               |
|                                                                                   |
| Fonte: Istituto Nazionale di Statistica (ISTAT) - Elaboração gráfica da Wikipedia |